# Estiphan Panoussi
Estiphan Panoussi (né le 11 septembre 1935 à Sanandaj, en Iran) est un philologue, philosophe et chercheur américain d'origine assyrienne-iranienne (araméenne). Il est professeur émérite de l'université de Göteborg et locuteur natif du senaya, une langue néo-araméenne du nord-est.

## Biographie
Après avoir obtenu une maîtrise en philosophie Université pontificale urbanienne en 1958, Panoussi étudie la philologie et la philosophie orientales à l'université catholique de Louvain et obtient un doctorat en philologie et histoire orientales. Il effectue ensuite des travaux de recherche en philologie iranienne et en études sémitiques à l'université de Tübingen. En 1967, Panoussi obtient un second doctorat en philosophie à Louvain.
Il acquiert la connaissance de 10 langues orientales anciennes ; il est en particulier considéré comme un expert des dialectes de l'araméen, la langue de Jésus, comme des langues marginales de la langue senaya. Panoussi connaît l'arabe médiéval, le grec ancien, le persan médiéval et la philosophie chrétienne.

## Conférencier, professeur et érudit
De 1964 à 1966, Panoussi est professeur de philologie et de philosophie orientales à l'université de Giessen et à l'université de Marburg et, de 1967 à 1973, professeur adjoint à l'université libre de Berlin. De 1972 à 1989, Panoussi enseigne en tant que professeur à l'université de Téhéran, de 1978 à 1983 à l'université de l'Utah, de 1989 à 1992 à l'université catholique d'Eichstätt-Ingolstadt et de 1992 à 2000 à l'université de Göteborg. De 1997 à 1998 et de 2000 à 2002, il est chercheur invité par Wolfhart Heinrichs au département des langues et cultures du Proche-Orient de l'université Harvard. Après avoir pris sa retraite (il est émérite à l'université de Göteborg) en 2000, il enseigne toujours en tant que professeur adjoint de philosophie et de philologie orientale à l'Antelope Valley College de Lancaster, en Californie.

## Recherche et travaux
Outre des projets de recherche sur les relations entre l'Occident, le persan et la philosophie indienne, la philologie araméenne (en particulier le néo-araméen mourant, la langue senaya), Panoussi a établi avec Rudolf Macúch un nouveau domaine de recherche, celui du nouveau syriaque, qui est représenté par la monographie : la Chrestomathie Neusyrische (Nouvelle Chrestomathie Syriaque), 1974 en collaboration avec Rudolf Macúch . Panoussi a développé le premier Dictionnaire latin-persan et, avec Wolfgang Heinrichs (université Harvard), il a mené le projet de recherche The Christian Senaya Dialect of Neo-Aramaic: Text, Grammer and Dictionary.

## Publications
- Plus de 25 publications en persan, mais aussi en allemand, anglais et français :
  - E. Panoussi: La Notion de participation dans la philosophie d'Avicenne. Thèse de doctorat. Université catholique de Louvain, 1967
  - E. Panoussi: The Influence of Persian Culture and World-View upon Plato. 2002,  (ISBN 964-94459-6-X)
  - E. Panoussi, R. Macuch: New Syrian Chrestomathy., Harrassowitz, Wiesbaden 1974,  (ISBN 3-447-01531-4)
  - E. Panoussi: La théosophie iranienne source d'Avicenne ?, in Revue philosophique de Louvain, tome 66 (troisième série, numéro 90), p. 239-266, éditions de l'Institut supérieur de philosophie, Louvain 1978
  - E. Panoussi: The unique Arabic manuscript of Aristotle’s Ars rhetorica and its two editions published to date by ‘Abdurraḥmān Badawī and by Malmcom C. Lyons: Brill. Leyde, 2000
  - E. Panoussi: „Ein vorläufiges Vergglossar zum aussterbenden neuaramäischen Senaya-Dialekt“, Rivista Degli Studi Orientali, vol. LXV,(1991) fasc. 3-4:165-183.
  - E. Panoussi: „Dērabūni dialect notes“, Studia Iranica, Mesopotamica et Anatolica, 1997, 3:179-182.